# 華道

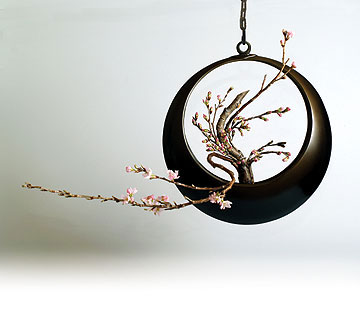
日本文化——花道“華道古典生花　上旬の月　月光筒”

華道（日语：／ Kadō、／ Ikebana），又稱花道、日式插花，是日本傳統的插花藝術，它是一門以活植物花材為主和各種材料混合創作及欣賞的藝術。最早起源於古代中國，後來傳入韓國和日本。

## 歷史
華道最早確立於室町時代中期。
華道在日文漢字中為、或。它不單要表達花的美態，也是形神兼備品味造型的插花。日式與西式插花有所不同的是，日式插花：除三個主枝外，花往往並不擔負重要的角色。要觀摩經歷數紀元傳统臻善的日本插花藝術，每每需要以不同感性去欣賞花及其造型。
日式插花以花材用量少，選材簡潔為主流，它會以花的盛開、待放、含苞代表過去、現在、將來。日本人強調花與枝葉的自然循環生態美姿是宇宙永恒的縮影。若常以寬宏意境和深邃內涵從事插花藝術的表達，你自然直接體會到園藝家對植物本性認識以至尊重的境界。
此外，單瓶賞花（一輪挿し）的習俗可追溯至平安時代，從平安時代的作家清少納言的隨筆散文集《枕草子》等文學史料中可以追溯。起初華道家會用現有的花瓶進行創作，後來因應時代所追求的風雅潮流特意為此製作了專屬的花瓶。
随後產生各種流派，並成為能修養身心的日本傳統藝能。

## 華道流派
- 池坊：華道創始。室町時代中期時京都頂法寺池坊的和尚在六角堂插花以供奉如意輪觀音。
- 小原流：以色彩與寫景的表現為重心
- 御室流：御室御所「仁和寺」為家元的流派
- 嵯峨御流：嵯峨御所「大覺寺」為家元的流派
- 青山御流
- 草月流：近世新流派，不限於花卉與植物等素材
- 月輪未生流：皇室的菩提寺「泉涌寺」為家元的流派
- 未生流
- 都古流
- 雅流
- 山村御流：山村御殿・圓照寺為家元的流派
- 容真御流
- 光風流
- 伊勢草木藤野流

## 外部連結
- 財団法人 日本いけばな芸術協会 （页面存档备份，存于）
- 華道家元池坊香港支部 （页面存档备份，存于）
- 香港01 專訪花道男子：以視覺帶動你看肉眼不能見的美，這就是花道 （页面存档备份，存于）